# Coccoloba
Coccoloba  es un género de cerca de 120–150 especies de plantas fanerógamas en la  familia Polygonaceae. El género es nativo de regiones tropicales y subtropicales de  Sudamérica, Antillas y Centroamérica y dos especies en Florida.

## Descripción
Sus especies son arbustos y árboles, mayormente siempreverdes.  Hojas alternas, con frecuencia grandes (a muy grandes en algunas especies), y en plantas juveniles con diferentes formas y tamaños que en las plantas adultas. Flores en espigas. Fruto aquenio triangulado, envuelto por un carnoso y brillante  perianto, comestible en algunas especies, aunque por lo general astringente.

## Algunasespecies
- Coccoloba acuminata
- Coccoloba ascendens
- Coccoloba barbadensis Jacq.
- Coccoloba caracasana papaturro
- Coccoloba cereifera
- Coccoloba costata uvilla
- Coccoloba cujabensis
- Coccoloba diversifolia
- Coccoloba dussii
- Coccoloba excoriata L.
- Coccoloba fagifolia
- Coccoloba goldmanii
- Coccoloba krugii
- Coccoloba gigantifolia (hojas de hasta  2.5 m.[4])
- Coccoloba laevis
- Coccoloba latifolia quisandra
- Coccoloba microstachya
- Coccoloba mollis
- Coccoloba padiformis
- Coccoloba pallida
- Coccoloba pubescens
- Coccoloba pyrifolia uvera
- Coccoloba rugosa ortegón
- Coccoloba sintenisii uvero de monte
- Coccoloba swartzii
- Coccoloba tenuifolia uva de Bahama

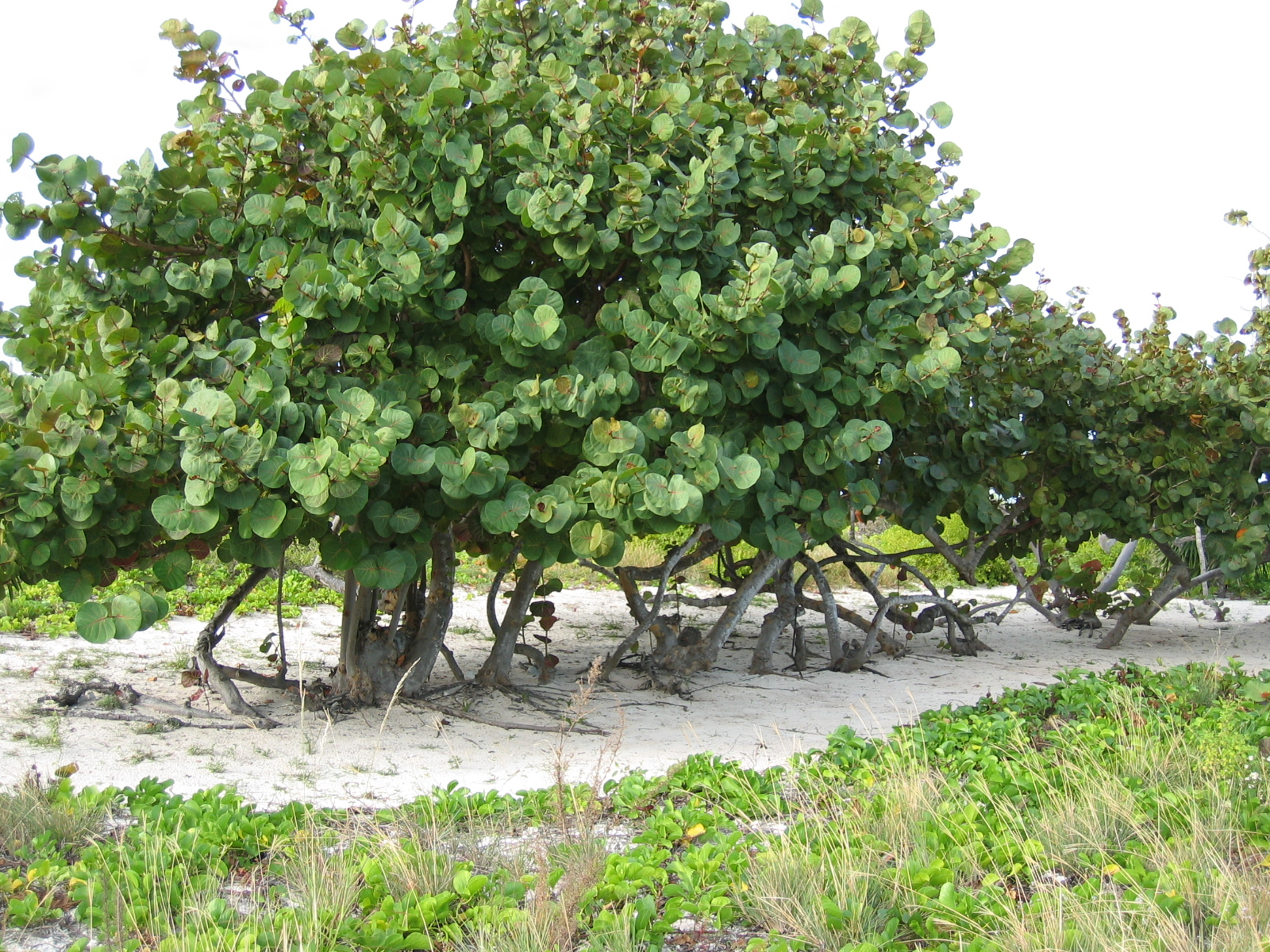
Coccoloba uvifera, Cuba.

- Coccoloba uvifera uva de playa
- Coccoloba venosa
- Coccoloba samanensis
- Coccoloba fuertesii

Fuentes:

## Ecología
El género incluye varias especies con micorrizas; por ej., Coccoloba uvifera que aparentemente se asocia con al menos las siguientes familias de macrofungi: Amanitaceae, Russulaceae y Boletaceae. La especie Coccoloba cereifera es notable por estar restringida a un área de apenas 26 km², en un solo cerrito (Cerra do Cipó) en el estado brasileño de  Minas Gerais.

## Cultivo y usos
Una especie, Coccoloba uvifera se cultiva comúnmente por su fruta comestible.